# David Alexandre Winter
David Alexandre Winter, talvolta scritto Alexander; nome d'arte di Leon Kleerekoper (Amsterdam, 4 aprile 1943), è un cantautore olandese che è stato in voga negli anni sessanta e settanta.

## Biografia
Cantante e autore dei brani da lui incisi, ha avuto una carriera decennale che si è sviluppata essenzialmente in Francia fra il 1969 ed il 1979.
Ha venduto in Europa diciannove milioni di dischi, incisi in lingue diverse (francese, olandese, tedesco, italiano, spagnolo, inglese).
Ha tenuto concerti nei maggiori teatri europei, incluso il teatro Bolscioi di Mosca, e nei maggiori eventi, dal Gala della Croce Rossa, al cospetto di Grace di Monaco, alla Royal Command davanti ala regina Elisabetta II d'Inghilterra. Ha tenuto per tre volte concerti all'Olympia di Parigi.
È padre della cantante, attrice e presentatrice televisiva Ophélie Winter (nata il 20 febbraio 1974) e del cantante e presentatore Mickaël  Winter (nato nel 1972), avuti dalla modella Cathy Fefeu-Kleerekoper.

## Carriera
Winter ha lasciato nel 1969 i Paesi Bassi per trasferirsi a Parigi. In quell'anno ha partecipato al festival della canzone di Antibes vincendo la Rosa d'Oro.
Scritturato dalla casa discografica Riviera Records (controllata dal Gruppo Barclays), nello stesso anno ha raggiunto il primo posto nell'hit parade di settembre con il brano di Carli e Burkey Oh Lady Mary (incisa da aprile, divenne disco d'oro con oltre un milione di copie vendute a tutto novembre nella sola Francia).
Il brano - rimasto cinque settimane al primo posto e per sei mesi nei primi dieci posti - è stato un successo anche in Italia, dove ha raggiunto la quarta posizione, e in Austria (quarto posto nella versione di Peter Alexander). In totale ha venduto oltre tre milioni e mezzo di copie in tutta Europa restando per tre anni in cima alle hit parade.

## L'Eurovision Song Contest
Nel 1970 ha rappresentato il Lussemburgo all'Eurovision Song Contest, tenutosi nella sua città natale, Amsterdam, con Je suis tombé du ciel, non ricevendo alcun punto e classificandosi quindi in ultima posizione.

## Fine carriera
Nel 1979, separatosi dalla moglie, ha abbandonato l'attività artistica per trasferirsi negli Stati Uniti dove ha avviato un'attività di concessionario di automobili. Nel frattempo ha tuttavia inciso un album per la casa discografica canadese indipendente Isba Records, intitolato L'Étoile du Berger.
Stabilitosi in Massachusetts, ha avuto altri figli da una nuova compagna.

## "A Star of David"
Winter è autore di una canzone testimonianza-tributo intitolata A Star of David in cui ha raccontato la storia sua e della sua famiglia durante l'occupazione nazista dei Paesi Bassi e di come poté fortunosamente riunirsi ai suoi genitori alla fine della seconda guerra mondiale dopo essere tutti scampati rispettivamente ai campi di concentramento di Bergen-Belsen, Sachenhausen e Treblinka.
Lo scopo della canzone, nell'intendimento del cantautore, è quello di costituire un inno contro la guerra e le oppressioni, riassunto nelle parole No one will ever forget (Nessuno dovrà mai dimenticare). Parte del ricavato della vendita del disco, inciso anche in lingua inglese ed in lingua francese è stato devoluto da Winter al Jewish National Fund.

## Discografia

### Singoli
- Oh! Lady Mary (1969)

### Album
- L'Étoile du Berger (in francese)
- Christmas in New England (in inglese)
- Nostalgie (in francese)

#### Nostalgie

##### CD 1
- - Oh Lady Mary
  - Ne ferme pas tes yeux
  - Qu'est que j'ai dansé
  - La Prière
  - Vole s'en vole
  - Petite fille ne pleure pas
  - Ou vont les rêves après l'été
  - A quel printemps
  - Quelque part à Bethléem
  - Quelque part a Bethlem
  - Toi la vie je t'aime
  - Adieu nous deux
  - Bella Bella Donna
  - C'est Goodbye
  - Comme une melodie d'été
  - Grain de Sable
  - Isabelle mon amour
  - Je suis tombé du ciel
  - Je t'ai connue en Septembre
  - Johanna
  - L'amour fou
  - L'enfant de St. Croix
  - Maria
  - Plus jolie qu'une rose
  - Bonne Bonne Chance

##### CD 2
- - Baby Love
  - Je veux t'aimer encore
  - L'ouragan dans tes yeux
  - Mourir dans tes bras
  - Pris au piege
  - Reviens
  - Se revoir
  - Aime-moi
  - Defends l'amour
  - Je veux mourir dans tes bras
  - Las Vegas
  - Le pain d'amour
  - Lovely goodbye
  - Ma cigale
  - Mademoiselle je t'aime
  - Marie Madelaine
  - Laisse moi le temps
  - Mais on va toujours
  - Jolie lady my love
  - Please reviens!
  - Sapho
  - Rien que Nous Duette with : Seda Aznavour
  - Redonne moi la vie
  - Il y a toujours un train
  - SOS
  - Viva la vie
  - Sweet Anglica
  - Toi
  - Cherche une femme
  - Vivre ma vie

## Cinema e televisione
- Europarty (1969, televisione)
- The Eurovision Song Contest (1970)
- Deutscher Schlagerwettbewerb (1970, televisione)
- Sapho ou La fureur d'aimer (1971, come cantante)